# Villafontana

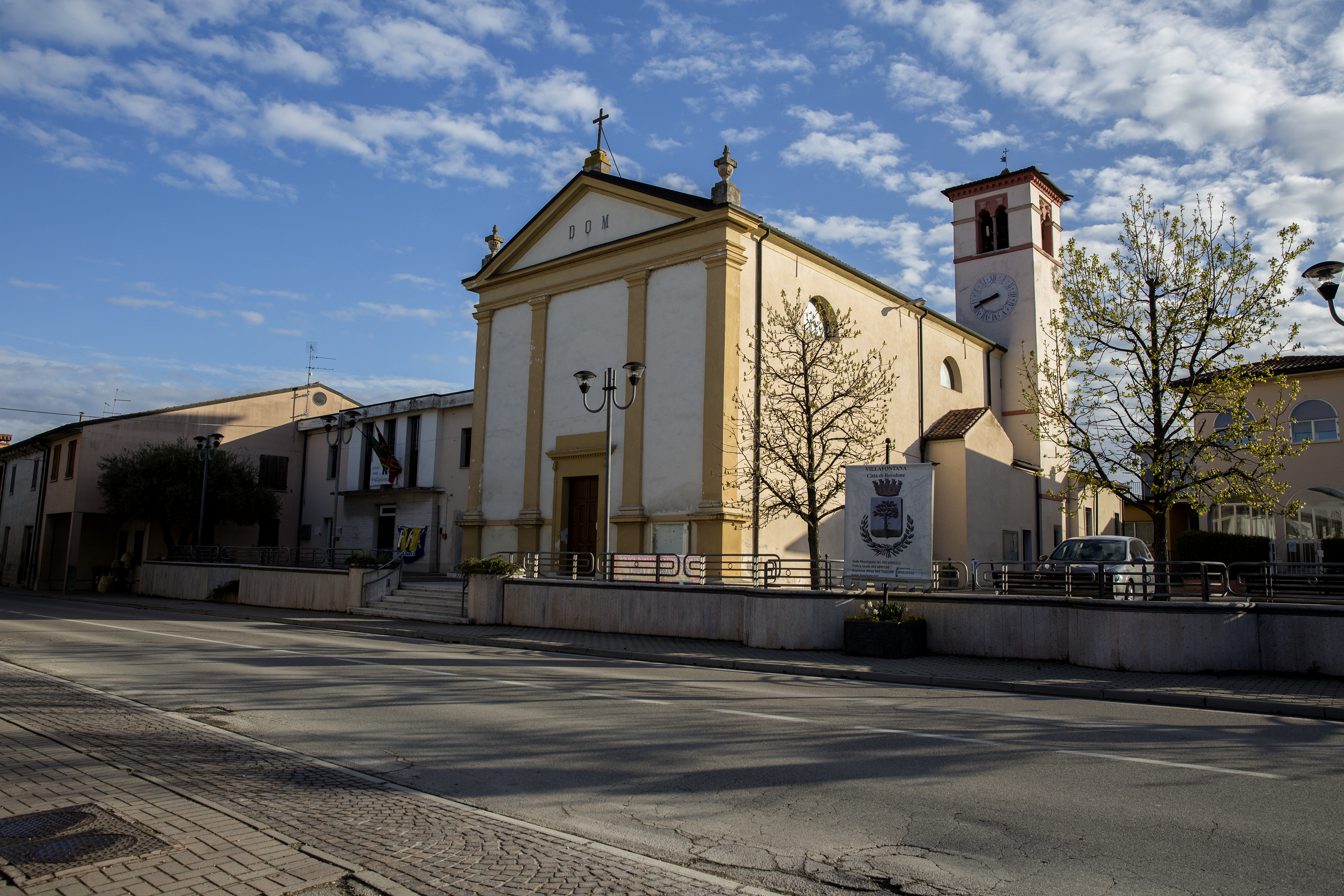
Chiesa parrocchiale di Villafontana

Villafontana in Provincia di Verona, è divisa fra i comuni di Bovolone, Oppeano e, in minima parte, Isola della Scala.

## Geografia fisica
Villafontana sorge su una zona completamente pianeggiante.
L'abitato si sviluppa lungo la strada provinciale SP2 che da Verona porta a Legnago.

## Storia
Non si hanno fonti storiche certe su Villafontana e sulla sua comunità, ma molto probabilmente essa segue una storia molto simile a quella di Bovolone, vista la sua vicinanza geografica.
Probabilmente i primi insediamenti si hanno dopo l'anno mille. La zona era prevalentemente acquitrinosa e boschiva. Il suo nome lo deve probabilmente alle numerose risorgive presenti sul territorio o, come alcuni affermano, alla nobile famiglia veronese dei Fontana che possedevano una villa proprio nel centro del paese.
Il primo documento che parla di Villafontana è stato creato dal Vescovo di Verona Cardinale Agostino Valerio nel 1573 nel quale viene citata l'istituzione della Rettoria di Sant'Agostino, dipendente dalla Parrocchia di Mazzagatta (attuale Mazzantica di Oppeano) costituita dallo scorporo di parti dei comuni di Bovolone, Isola della Scala e Oppeano. Sul finire del XVI secolo Villafontana contava circa 300 abitanti ed era costituito da una ventina di case in muratura.
La struttura urbanistica di questa popolosa contrada, nella seconda metà del XVI secolo, è chiaramente illustrata nel disegno del Piazzola del 1570, più volte citato (Tav. X). Il nucleo centrale della contrada, che era formato da sedici edifici in muratura e da otto case di paglia, si sviluppava ai lati della strada per Verona. Al suo estremo nord, sorgeva la Chiesa e precisamente all'inizio della strada per il Vallese, sulla sinistra, di fronte alle abitazioni di Angelo Bedoni e degli eredi Sandri. Dal lato sud, il borgo terminava con la grande corte del cavalier Redolfo, che si sviluppava ai due lati della strada per Verona. La parte principale della corte era di forma quadrata, di cui, tre lati erano occupati da fabbricati in muratura e dalla torre colombara, mentre sul quarto lato insisteva un muro merlato che la separava dalla strada. Oltre la strada, si trovavano una barchessa e un altro rusticale, ambedue in muratura. L'elemento più interessante, di questa area, era rappresentato da una macchina idraulica in legno, che consentiva di sollevare l'acqua dalla seriola Brenzona, recentemente scavata, mediante una grande ruota e di portarla, attraverso un canale elevato in legno, ad una piccola seriola scavata lungo il bordo della strada. In questo modo il cavalier Redolfo poteva irrigare a scorrimento i suoi prati.
Nel centro della contrada vi erano altre due corti parzialmente racchiuse da mura merlate: quella di Hieronimo Rizzon e quella del Sig. Caprini. Infine, ricordiamo messer Alessandro Cuin che, oltre a possedere una corte con torre colombara fuori dall'abitato verso Bovolone, era in quell'epoca, proprietario e gestore del mulino con due ruote di Villafontana. Un altro disegno, eseguito da Francesco Clivetti nel 1740, ci offre un panorama sulla contrada di Villafontana nel XVIII secolo (Tav. XI). Notiamo che sono scomparse le case di paglia, che è sorta la nuova Chiesa al centro del borgo; ma soprattutto, le perfette geometrie delle corti. In primo luogo, la corte del conte Noris, che già dal secolo precedente aveva assorbito le proprietà Redolfo, di forma rettangolare, tutta circondata da mura e suddivisa a metà da un corpo di fabbricato perpendicolare ai lati maggiori. Sul lato meridionale sorgeva la torre colombara. Le dimensioni della corte erano giustificate dalla vastità dei possedimenti Noris, che stringevano come in una morsa, l'abitato di Villafontana. Non meno apprezzabili, da un punto di vista architettonico, sono le corte Pomodori, ingentilita dalla barchessa ad archi, e la corte Metravich completamente racchiusa da massicci fabbricati. A sud del villaggio è sorta la corte Verza, mentre la corte Cuin è ora divenuta proprietà del sig. Pace. Il grande sviluppo agricole che Villafontana conobbe nel XVII e XVIII secolo fu dovuto, più che alla qualità intrinseca del terreno, che pure consentiva la coltivazione di cereali e intense piantate di gelsi, alla ricchezza d'acqua. Essa, infatti, poteva usufruire dell'acqua dell'Adige, per irrigare i terreni nord-orientali, ma soprattutto delle numerose sorgenti situate nella parte occidentale del suo territorio, verso Mazzagatta. Probabilmente è alla presenza di queste numerose fontane che la contrada deve il suo nome. La maggior quantità d'acqua proveniva dal fiume Menago, che all'altezza di Villafontana descrive una ampia ansa, prima di entrare nelle valli di Bovolone. Il Menago forniva la forza motrice per il mulino di Villafontana, già presente nel 1570, come appare dal disegno del Piazzola, quando apparteneva ad Alessandro Cuin.
Nel 1573 viene eretta la Parrocchia smembrando il territorio dalla Parrocchia di Bovolone.
Nella prima metà del 600, alle ruote da macina fu aggiunta una pila da riso. Questo evento è confermato dal disegno di Giovanni Batista Dante del 1644, che ci informa anche che Annibale Serego ne era allora il proprietario. Nel 1704 il molino e la pila appartenevano a Camillo Fracastoro, e la famiglia dei conti Fracastoro ne erano ancora in possesso nel 1781.
Anche Napoleone è transitato a Villafontana, presso la Villa Noris, tuttora esistente.
Durante la visita pastorale del Vescovo di Verona Pietro Aurelio Mutti viene rilevata la seguente situazione:
Abitanti: 255. Ammessi alla Comunione: 185.
Istruzione: Scuola Elementare.
Rettore: don Pietro Turati, nato a Cadidavid nel 1794 e parroco dal 1830. Nel 1830 gli abitanti erano 250.
Nel 1843 gli abitanti erano 240.
Alla morte di don Pietro Turati nel 1852 gli abitanti erano 224.
La storia della frazione è molto legata alle vicissitudini del comune di Bovolone anche nel periodo di governo del Vescovo di Verona. Nel periodo post-napoleonico, ha origine la spartizione di Villafontana come è tuttora. I confini vengono disegnati secondo le antiche proprietà terriere e così la comunità viene ripartita sotto la giurisdizione dei tre comuni di Bovolone, Oppeano e Isola della Scala.
La storia recente, infine, racconta del referendum propositivo per l'annessione al comune di Bovolone che i cittadini di Villafontana affermarono nel 1996, reso vano dalla sentenza della corte costituzionale nell'aprile dell'anno 2000.

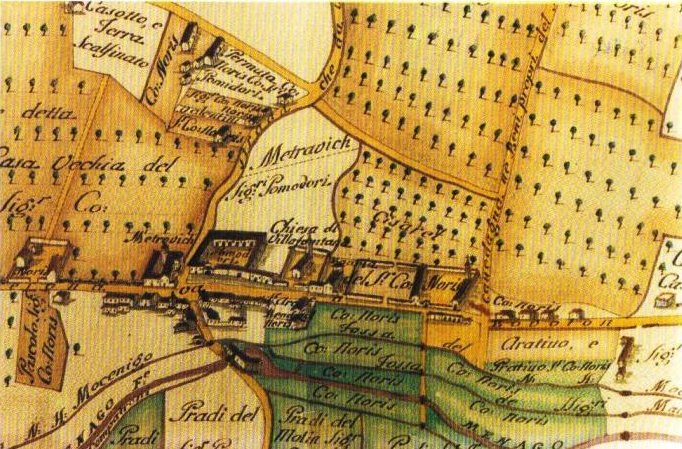
Mappa dell'abitato di Villafontana nel 1740 (aut. Francesco Clivetti

## La difficile situazione amministrativa

### La ripartizione territoriale di Villafontana
Amministrativamente, come già detto, il territorio di Villafontana ricade sotto la giurisdizione di tre Comuni. La strada provinciale numero 2, Verona-Bovolone svolge il ruolo di divisore tra la porzione appartenente a Bovolone, ad est della stessa e di Oppeano, ad ovest. Entrambe le porzioni hanno all'incirca lo stesso numero di abitanti. Appartiene al comune di Isola della Scala quasi tutto il territorio, scarsamente popolato, posto oltre il Fiume Menago.
A livello ecclesiastico la Parrocchia di Villafontana governa la maggior parte del territorio su cui insistono abitazioni, anche se vi sono alcune aree ricadenti sotto la Parrocchia di Tarmassia di Isola della Scala (località Campolongo, Bosco, Boschetto) e alla Parrocchia di Mazzantica.

### La mancata unificazione territoriale
- Nel 1933 Villafontana era sul punto di ottenere l'unificazione amministrativa sotto il comune di Bovolone, ma il podestà di Oppeano, Guido Carli riuscì a impedire che ciò accadesse, come forma di ripicca nei confronti della mancata applicazione della legge del 07/06/1923 sul caso della soppressione del comune di Palù, il quale venne annesso al Comune di Zevio e non a Oppeano, geograficamente più vicino, come espresso dalla legge stessa.
- Nel 1955 la Democrazia Cristiana di Bovolone tentò un'opera di unificazione unitamente alla petizione firmata da tutti i capi famiglia ma il tutto finì nel dimenticatoio.

## Monumenti e luoghi d'interesse

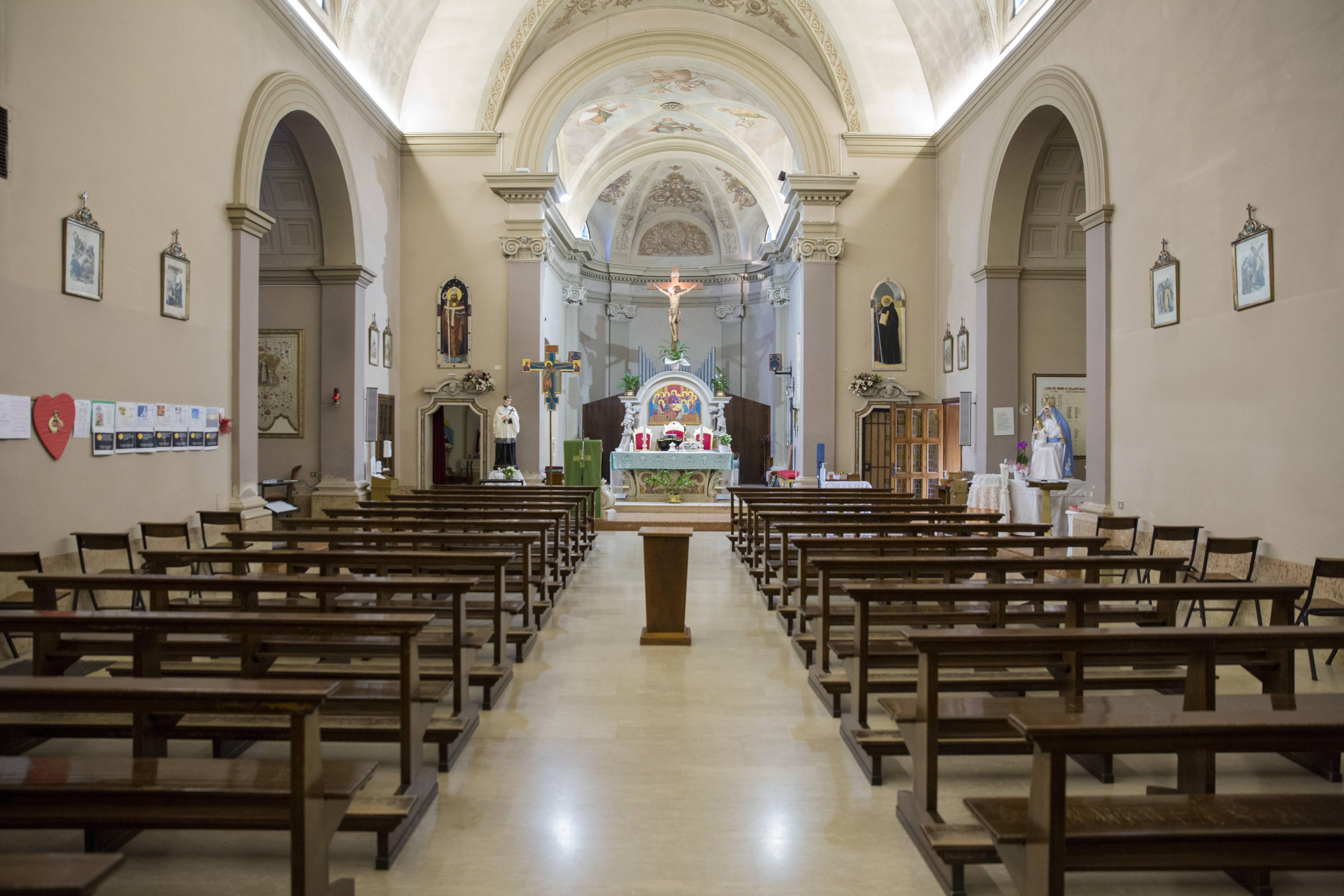
Interno della Chiesa parrocchiale di Villafontana

### Chiesa parrocchiale di Sant'Agostino
La chiesa di Sant'Agostino fu eretta nel Cinquecento nella frazione di Villafontana e divenne chiesa parrocchiale, staccandosi dalla chiesa madre di Bovolone, nel 1583. Sostituì una più antica cappella dedicata a San Giovanni Battista. La parte più antica che si conserva è l'abside
In alcuni documenti è riportato: "In Sant'Agostino di Villa Fontana nel coro vi è un quadro con la Vergine, il Bambino, i Santi Sebastiano e Rocco ed altri." Il quadro a cui ci si riferisce dovrebbe essere di Nicolò Giolfino. Attualmente però nel coro non c'è nessun quadro di tale autore.

### Mulino della comunità
Situato sul fiume Menago, lungo la strada che conduce ad Isola della Scala, è di antica origine. La sua esistenza è attestata su alcuni documenti di compravendita di terreni, risalente al 1569. Nei secoli il mulini è appartenuto dapprima alla nobile famiglia dei Serego, i quali dotarono il mulino di una pila da riso nel corso del Seicento e poi alla famiglia dei Fracastoro (attestazione nel 1739). Il mulino è tutt'oggi funzionante, alimentato da energia elettrica.

### Ville e Corti rurali
- Corte Nogarola a Campolongo
- Villa Bottagisio
- Villa Noris

## Viabilità
La frazione di Villafontana risulta essere un punto di rilevata importanza per quel che riguarda la viabilità provinciale, in quanto qui vi si incrociano due importanti arterie stradali provinciali, ovvero la SP2 (Legnaghese Destra) e la SP21 (di Villafontana). Queste risultano attraversante quotidianamente da un numero elevato di veicoli, soprattutto mezzi pesanti principalmente diretti alla ZAI di Villafontana e, in particolare, a quella di Bovolone, poste entrambe lungo la SP2, ma anche che utilizzano la SP21 come collegamento tra la SS434 (Oppeano) con Isola della Scala e l'Autostrada A22.
Per quel che concerne il trasporto pubblico, Villafontana è attraversata dalla linea 144 Verona-Bovolone-Legnago e dalla linea 143 Verona-Raldon-Bovolone-Bonavicina-Legnago. La stazione ferroviaria più vicina è nel capoluogo comunale di Bovolone a 5 km, posta lungo la linea ferroviaria Verona- Rovigo, oltre alla stazione di Isola della Scala (distante 8 km) situata sulle direttrici Verona-Bologna e Verona-Rovigo. Inoltre, Villafontana è collegata a Bovolone e a Mazzantica di Oppeano tramite due piste ciclabili su sede propria.